# 阿林
阿林（西班牙語：Allín）是西班牙纳瓦拉的一个市镇。总面积42平方公里，总人口766人（2001年），人口密度18人/平方公里。